# رون فنتون
رون فنتون (بالإنجليزية: Ron Fenton)‏ (21 سبتمبر 1940 في المملكة المتحدة - 25 سبتمبر 2013 في المملكة المتحدة) هو مدرب كرة قدم ولاعب كرة قدم بريطاني في مركز الهجوم. لعب مع برمنغهام سيتي ونادي برينتفورد ونادي بيرنلي ونوتس كاونتي ووست بروميتش ألبيون.

## وصلات خارجية
- رون فنتون على موقع قاعدة بيانات كرة القدم.إي يو (الإنجليزية)